# سطح أصغري
يتم تعريف السطح ألأصغري على أنه السطح الذي متوسط انحناءه يساوي صفر عند كل نقطة.
في الطبيعة، يمكن الحصول على أمثلة على النوع من الأسطح عن طريق غمر إطار حديدي ذو شكل مغلق في الماء والصابون: وعندما يتم إخراج الإطار، فإن لوح الصابون الذي يظل ملتصقًا بالإطار يكون انحناءه المتوسط صفر في كل نقطة.
ترتبط نظرية الأسطح الاصغري ارتباطًا وثيقًا بمشكلات المساحة الاصغرية: معلوم منحنى مغلقة في الفراغ، مطلوب، تحديد من بين جميع الأسطح التي حدودها المنحنى المعلوم، السطح ذات المساحة الادنى. السطح الذي يحل المشكلة، هو الذي يكون انحناءه المتوسط صفر في كل مكان، لذلك فهو سطحًا أصغريا.
العكس ليس صحيحًا، أي أنه ليس كل الأسطح الاصغرية التي حدودها منحنيات مغلقة في الفراغ تكون أسطح اصغرية.
تعد المشكلات الهندسية المستوحاة من المواقف التي يمكن ملاحظتها في الحياة اليومية من بين أقدم المشكلات في تاريخ الهندسة. تشير بعض المصادر إلى أن أرخميدس هو الذي قدم مفاهيم الطول والحد الأدنى للمساحة في الهندسة. لقد فهم أن أقصر خط يربط بين نقطتين في الفضاء هو الخط المستقيم.
أن خاصية السطح ألأصغري تجعله مناسبًا للتطبيق في العمارة. الأسباب الرئيسية للتطبيق هي: تقليل وزن وكمية المواد. ابتكر المعماريون المشهورون مثل فراي أوتو هذا الاتجاه الجديد في العمارة. في السنوات الأخيرة توجه الاهتمام في جيومترية العمارة نحو ابتكار أنواع جديدة من الأسطح ألأصغريه.

## وصلات خارجية
- السطوح الاصغريه وامتدادها
- Galleria di Superfici n. 2 نسخة محفوظة 27 سبتمبر 2007 على موقع واي باك مشين.